# Marts
Marts (en arménien Մարց) est une communauté rurale du marz de Lorri en Arménie. En 2008, elle compte 645 habitants.